# Асатов, Садык Касымович
Садык Касымович Асатов — советский хозяйственный и политический деятель.

## Биография
Родился в 1933 году в селе Сарлык. Член КПСС.
Окончил Казахский горно-металлургический институт.
До 1976 года — горный мастер, начальник участка шахты номер 51, главный инженер, начальник Южного, Северного, Западного рудников Жезказганского ГОК.
В 1976—1988 гг. — директор Жайремского горно-обогатительного комбината.
Делегат XXVI съезда КПСС.
Умер в 1988 году в Жайреме.
Почетный гражданин городов Тарлана, Сатпаева и Жезказгана.

## Награды
- Орден Ленина
- Орден Октябрьской Революции
- Орден Трудового Красного Знамени
- Орден Дружбы народов